# This Afternoon
Singles de Nickelback
Shakin' Hands
(2009) When We Stand Together
(2011)
This Afternoon est le vingt-huitième single du groupe Nickelback et le huitième de l'album Dark Horse sorti en 2008.

## Classements
| Classement (2008-2010)                  | Meilleure position |
| --------------------------------------- | ------------------ |
| Australie (ARIA)                        | 27                 |
| Autriche (Ö3 Austria Top 40)            | 27                 |
| Belgique (Wallonie Ultratop 50 Singles) | 39                 |
| Canada (Hot 100)                        | 16                 |
| Europe (Hot 100)                        | 86                 |
| Pays-Bas (Nederlandse Top 40)           | 24                 |
| Suisse (Schweizer Hitparade)            | 69                 |
| États-Unis (Hot 100)                    | 34                 |
| États-Unis (Adult Pop Songs)            | 4                  |
| États-Unis (Pop Airplay)                | 24                 |

## Liste des chansons
| No | Titre                         | Durée |
| -- | ----------------------------- | ----- |
| 1. | This Afternoon (single)       |       |
| 2. | Next Go Round                 |       |
| 3. | This Afternoon (Instrumental) |       |